# Cheikh M'Bengue
Cheikh Sidy Bouya M'Bengue (Toulouse, 23 de julho de 1988) é um futebolista profissional senegalês que atua como defensor.

## Carreira
Cheikh M'Bengue representou o elenco da Seleção Senegalesa de Futebol no Campeonato Africano das Nações de 2017.